# Hatırla Sevgili
Hatırla Sevgili —en español: Recuerda, cariño— es una serie de televisión turca de 2006 emitida en el canal ATV. Fue una de las series más controvertidas y más exitosas de Turquía en aquel tiempo.
La historia política de Turquía desde 1971 hasta 1980, es representada en la serie desde el punto de vista de ambas familias, que finalmente logran resolver sus diferencias. 

## Argumento
La historia se centra en las diferencias políticas entre Rıza (Engin Şenkan) y Şevket (Avni Yalçın), quienes son los padres de los jóvenes Yasemin (Beren Saat) y Ahmet (Cansel Elçin), respectivamente. Las familias de ambos están enfrentadas, y la relación entre sus familiares y amigos en lo político comienza a partir de finales de la década de 1950 en Turquía. Los padres de Yasemin y Ahmet, fueron amigos de la infancia, y desarrollaron puntos de vista políticos diferentes a medida que crecieron. El problema se atenúa cuando Yasemin y Ahmet se sienten atraídos el uno al otro, y se enamoran, pero sus familias se oponen a que se casen, así que son forzados a separarse. Las cosas se complican todavía más cuando Yasemin descubre que está embarazada de Ahmet. Su amigo, Necdet, quien está enamorado de ella en secreto, se ofrece a ayudarla dispuesto a casarse con ella y ser el padre del bebé. El no consumado matrimonio entre Yasemin y Necdet obliga a Yasemin y Ahmet a apartarse otra vez.
Años después, Yasemin y Ahmet vuelven a encontrarse en un tren. Ahmet conoce a la hija de Yasemin, Ruya, y deseó que fuese su hija sin saber que realmente lo es. Intenta reconciliarse con Yasemin luego de descubrir cómo la familia de ambos intervinieron para separarlos, pero ella lo rechaza. Él insiste y le pide que huya con él, pero Yasemin le dice que no puede traicionar a Necdet de esa forma. Poco después, Ahmet descubre que Ruya es su hija, y se siente traicionado por Yasemin, pues ella se lo ocultó. Ahmet no dudó en demandar a Yasemin y Necdet para obtener la custodia de su hija. Durante el juicio, muchas verdades se descubren atenuando la ira de Ahmet.

## Reparto

### Familia de Yasemin
- Beren Saat, interpreta a Yasemin Ünsal, personaje femenino principal.
- Engin Şenkan, interpreta a Rıza Ünsal, padre de Yasemin. Fue un barbero, político del Partido democrático.
- Lâle Mansur, interpreta a Nezahat Ünsal, madre de Yasemin
- Ayfer Dönmez, interpreta a Işık Ünsal, hermana de Yasemin, se casa con Yaşar.
- Turgay Aydın, interpreta a Mehmet Karayel, hermano de Nezahat y tío de Yasemin e Işık, agente del ejército turco y periodista, casado con Sevim Gürsoy.
- Berk Hakman, interpreta a Deniz Karayel, hijo de Mehmet. Pareja de Defne

### Familia de Ahmet
- Cansel Elçin, interpreta a Ahmet Gürsoy, personaje masculino principal.
- Avni Yalçın, interpreta a Şevket Gürsoy, padre de Ahmed y Defne, fiscal.
- Ayda Aksel, interpreta a Selma Gürsoy, madre de Ahmed y Defne. Es doctora.
- Belçin Bilgin  , interpreta a Defne Gürsoy, hermana de Ahmed. Pareja de Deniz Karayel.
- Laçin Ceylan, interpreta a Sevim Gürsoy,  hermana de Şevked y tía de Ahmed y Defne, periodista, casada con Mehmet Karayel
- Karina Selin Gükrer , interpreta a Rüya Gürsoy de 4 años de edad, hija de Ahmed y Yasemin.
- Asena Taşkın, interpreta a Rüya Gürsoy de 9 años de edad, hija de Ahmed y Yasemin.
- Ezgi Asaroğlu, interpreta a Rüya Gürsoy de 17 años de edad, hija de Ahmed y Yasemin.

### Familia de Necdet
- Okan Yalabık, interpreta a Necdet Aygün, primer marido de Yasemin, parlamentario del partido Republicano de las personas.
- Meltem Parlak, interpreta a Lâle Aygün, hermana de Necdet.
- ErdoğUn Sıcak, interpreta a Hasan Aygün, padre de Necdet y Lâle.
- Nurhayat Boz Yarpuz, interpreta a Dilşad Aygün, madre de Necdet y Lâle.
- Feride Çetin, interpreta a Güzide,  posterior pareja de Necdet.
- Otros personajes:
- Harun Karagöl, amigo de infancia de Deniz, Defne e Işık. Estudiante comprometido en causas políticas de la época.
- Emine, trabaja en casa de los Ünsal.
- Yaşar, pareja de ışık. Es derechista.

## Temporadas
| Temporada | Temporada | Episodios | Rango de episodios | Emisión original         | Emisión original    |
| Temporada | Temporada | Episodios | Rango de episodios | Inicio                   | Final               |
| --------- | --------- | --------- | ------------------ | ------------------------ | ------------------- |
|           | 1         | 31        | 1 - 31             | 27 de octubre de 2006    | 29 de junio de 2007 |
|           | 2         | 37        | 32 - 68            | 15 de septiembre de 2007 | 6 de junio de 2008  |